# Jacob Gate
Gustaf Jacob Ivar J:son Gate, född Jonson 2 februari 1881 i Fågelås socken i Västergötland, död 21 maj 1938 på Lidingö, var en svensk arkitekt som ritade ett stort antal hus framförallt i Stockholm. Han var bror till formgivaren Simon Gate.

## Biografi
Jacob Gate var son till lantbrukaren Oscar Jonson (1847–1917). Han växte upp på Karlsbergs gård i Södra Fågelås socken och studerade på Skövde läroverk och Tekniska Elementarskolan i Borås 1901. Han var anställd hos Hans Hedlund i Göteborg 1901-02 och företog därefter studieresor och arbete  i Danmark, Frankrike,Tyskland och USA till 1904. Åren 1904-1906 var han kontorsarkitekt hos Torben Grut. Därefter drev han enskild verksamhet.
Från 1917 var han arkitekt för Svenska Handelsbankens avdelningskontor i Stockholm och norra och mellersta Sverige.
Han ritade många av de villor som uppfördes på Lidingö runt 1908–1910, bland annat ett 30-tal villor i stadsdelarna Islinge och Hersby, då stora markområden köptes upp från lantbruksegendomar av olika tomtbolag, styckades upp och bebyggdes under en relativt snäv tidsperiod. Den egna villan står också på Lidingö, vid Granstigen 9 i Islinge. Villan ritade han 1932.
Gate var bosatt på Lidingö från 1910 och medlem av stadsfullmäktige på Lidingö från 1935. Han är begravd på Lidingö kyrkogård.

## Verk i urval

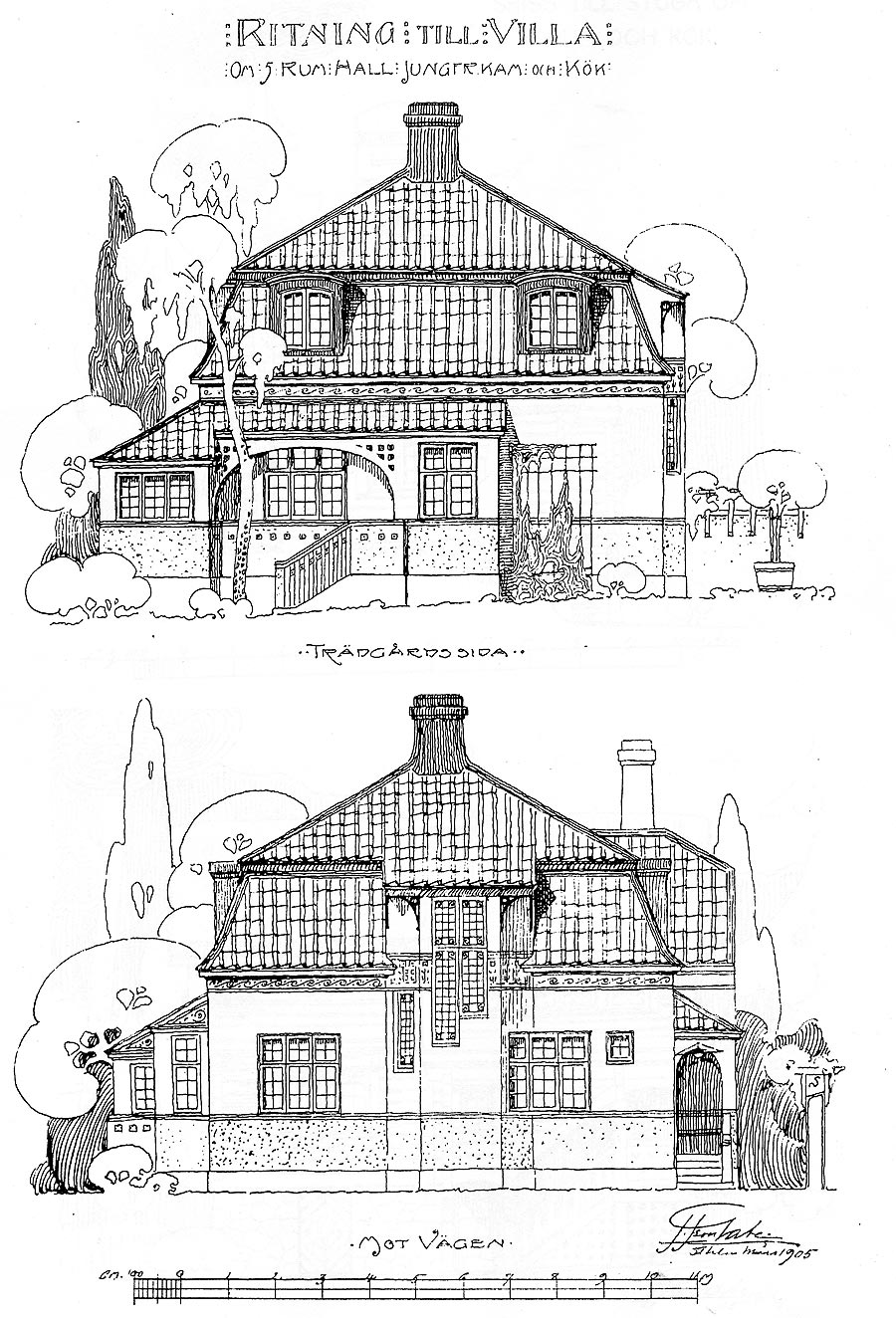
Typritning för en villa, 1905.

- Radhusområdet Tegen större och mindre, Lidingö 1908.
- Trisshusen, Lidingö, 1909
- Villa Höganloft, Lidingö, 1909
- Kronbergs ateljé på Lilla Skuggan, 1911
- Lidingö högre allmänna läroverk (Hersby gymnasium), 1914, 1916
- Villa Brevik, 1917, Lidingö
- Bostadshus med affärslokaler på Hamngatan 8 i Hjo, 1923
- Villa på Skolgatan 9 i Hjo, möjligen 1924

Över 100 bankkontor, varav ett 30-tal nybyggnader, bland annat: 
- Uppsala sparbank, Kungsgatan 40, Uppsala 1926 (riven).
- Oppunda sparbank, Köpmangatan 11, Katrineholm 1929.
- Rekarne sparbank, Kyrkogatan 8, Eskilstuna 1931–1932.
- Sparbanker i Borås, Lidköping och Skara.
- Svenska Handelsbanken, Stationsgatan 5, Borlänge 1920.
- Svenska Handelsbanken, Stationsgatan 2, Bollnäs 1929–1930.
- Svenska Handelsbanken, Leksandsvägen, Leksand 1931
- Svenska Handelsbanken, Cardellgatan 13, Lilla torg, Kristianstad 1936–1938.
- Svenska Handelsbanken, Kungsgatan 38, Kristinehamn 1937.

## Typritningar utgivna av J:son Gate
- Byggnadsritningar till moderna sportstugor och villor från ett rum ock kök till sju rum och kök med inritad möblering – Illustrerad, med 360 teckningar. Utförda år 1918 för Viggbyholms park- och trädgårdsstad Stockholm 1919', J.J:son Gate,Torben A.Grut, C.O. Hallström, Gustav Holmdahl,Höög & Morssing, Cyrillus Johansson, Knut Nordenskiöld, Carl Åkerblad m.fl.
- Några hem, Jacob J:son Gate och Alf Landén, C. Wilhelm Backe, Stockholm 1908. 20 annonssidor med byggnadsmaterial m.m. för villan och trädgården.

## Bilder

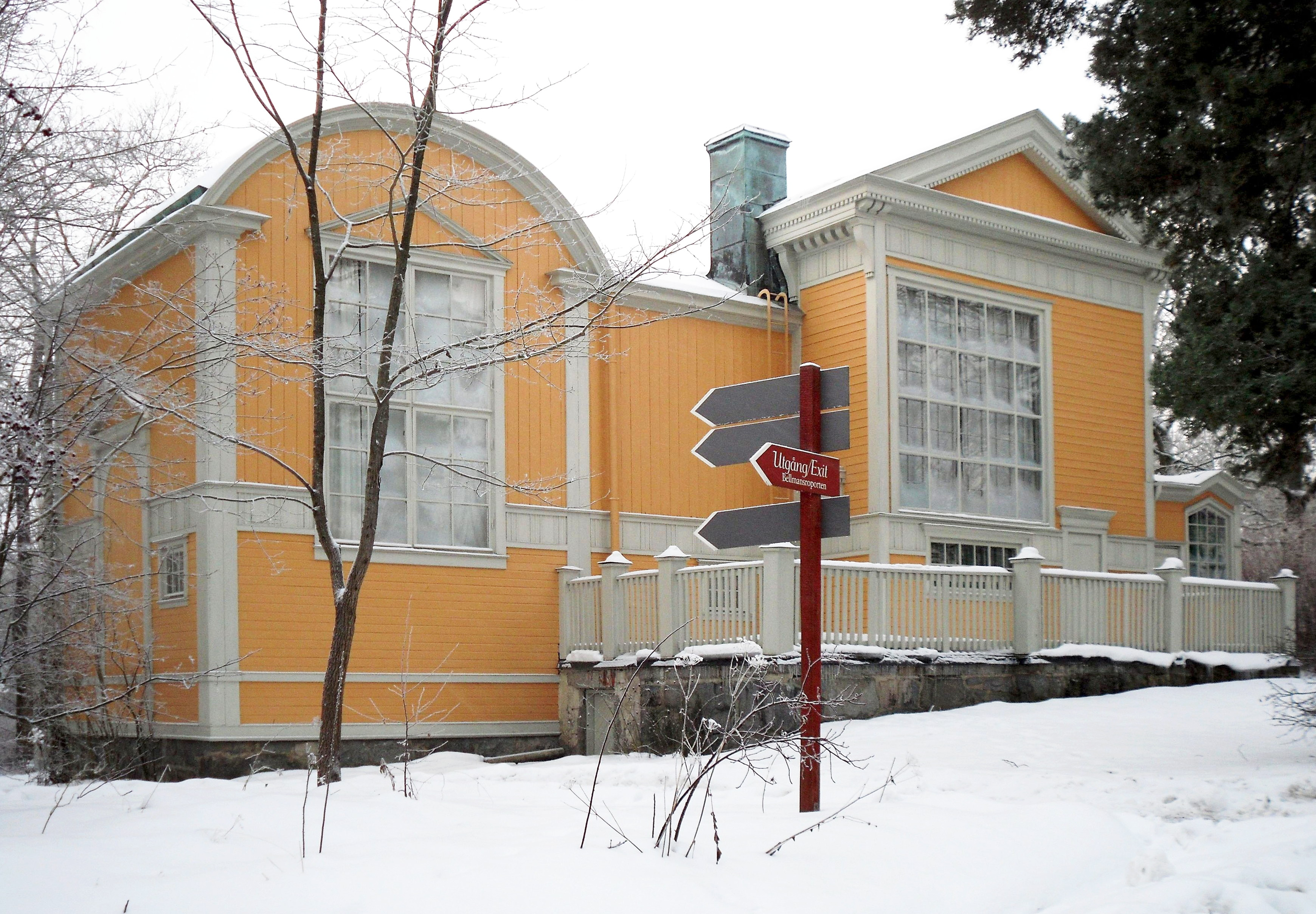
Kronbergs ateljé
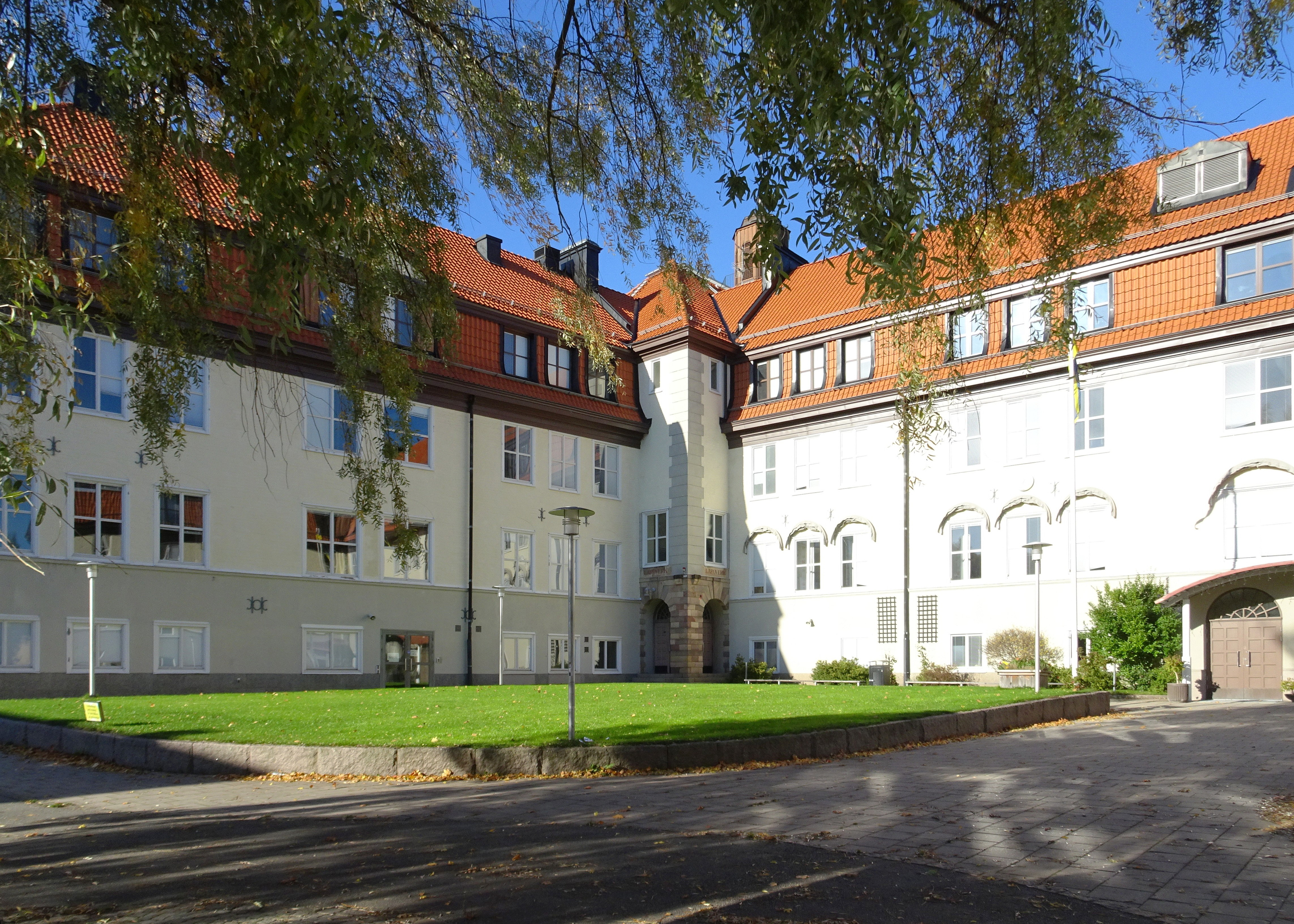
Hersby gymnasium
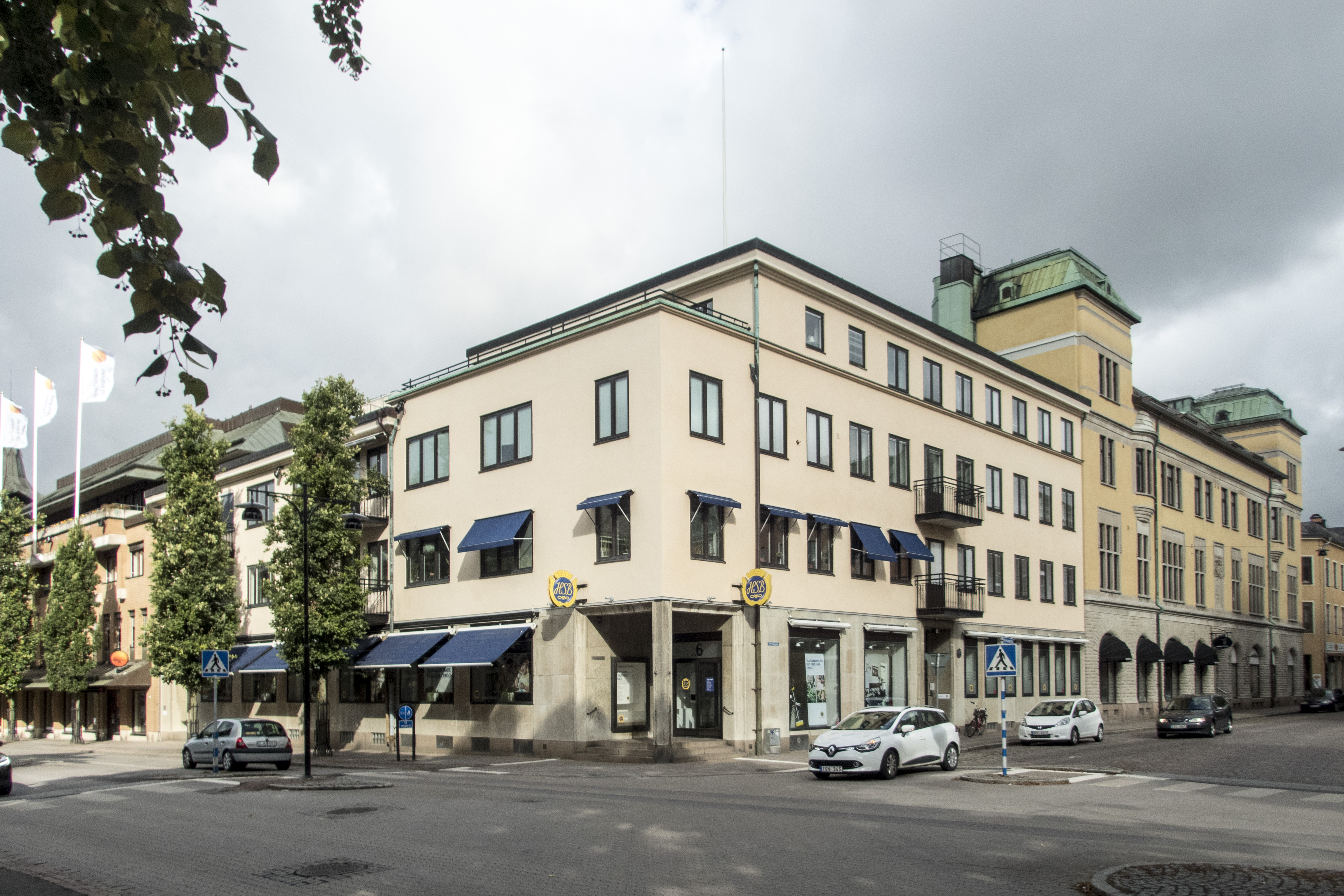
Sparbanken i Skara
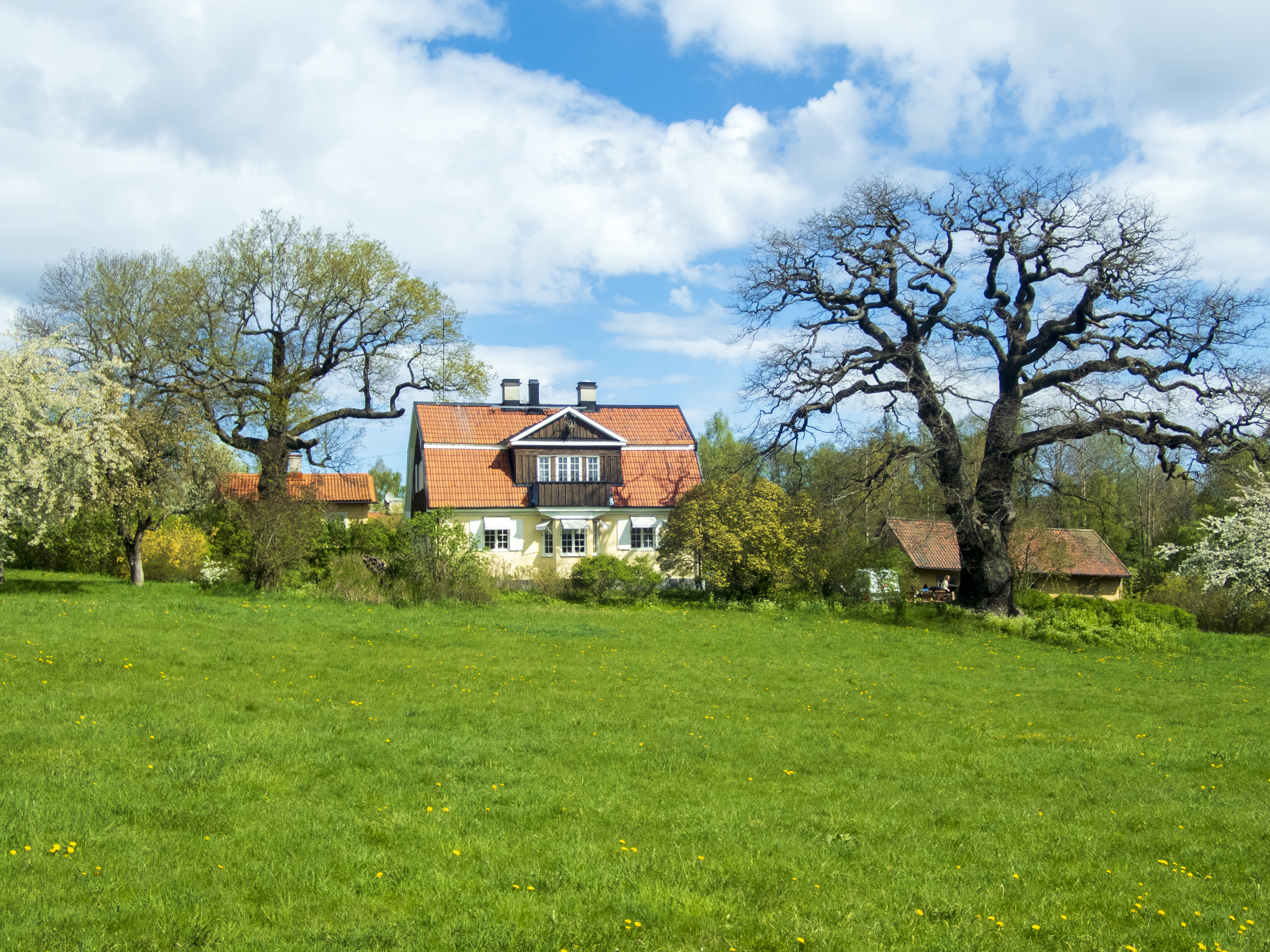
Hovjägarboställe på Djurgården

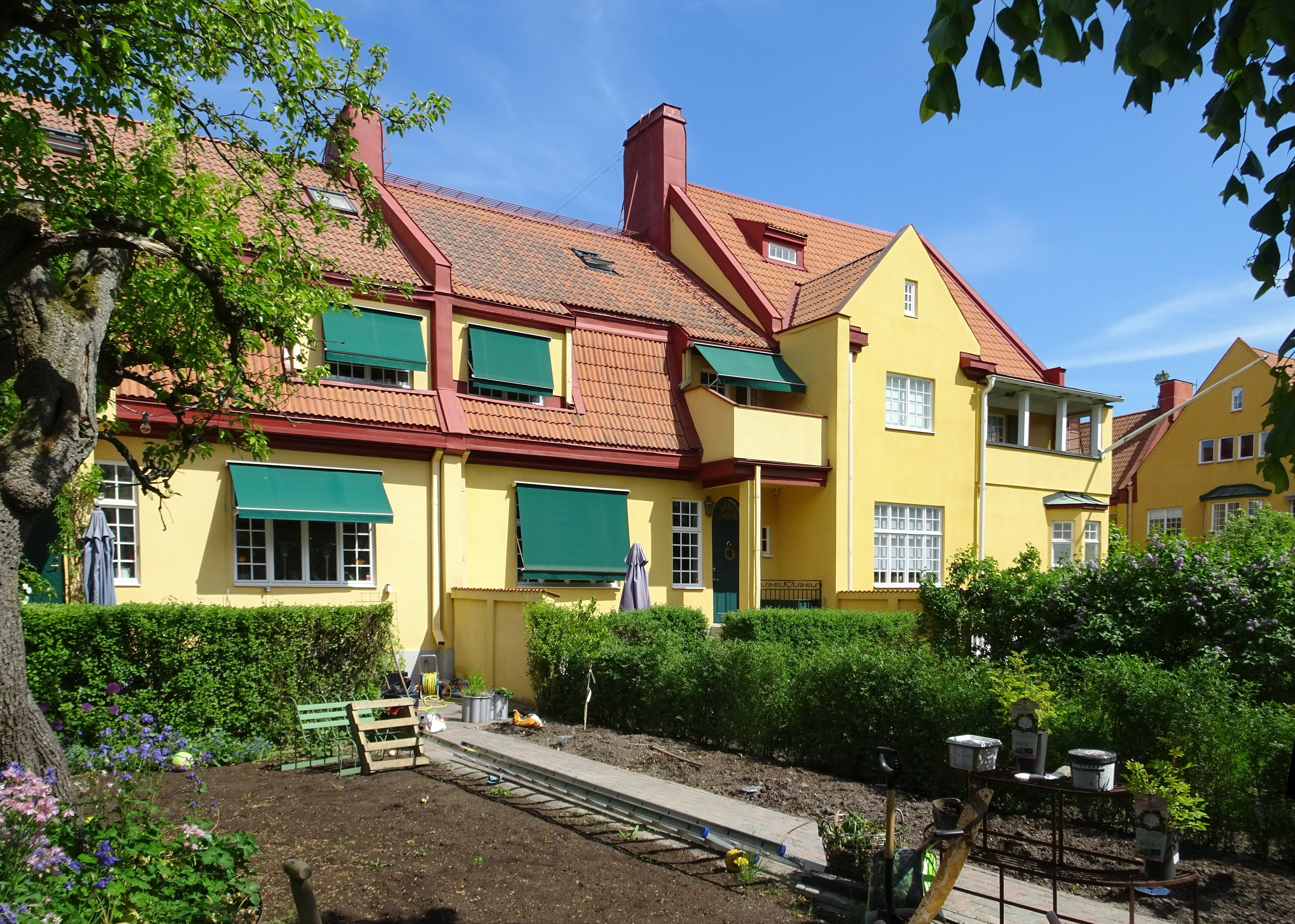
Radhusområdet i kvarteret Tegen större och mindre, Lidingö
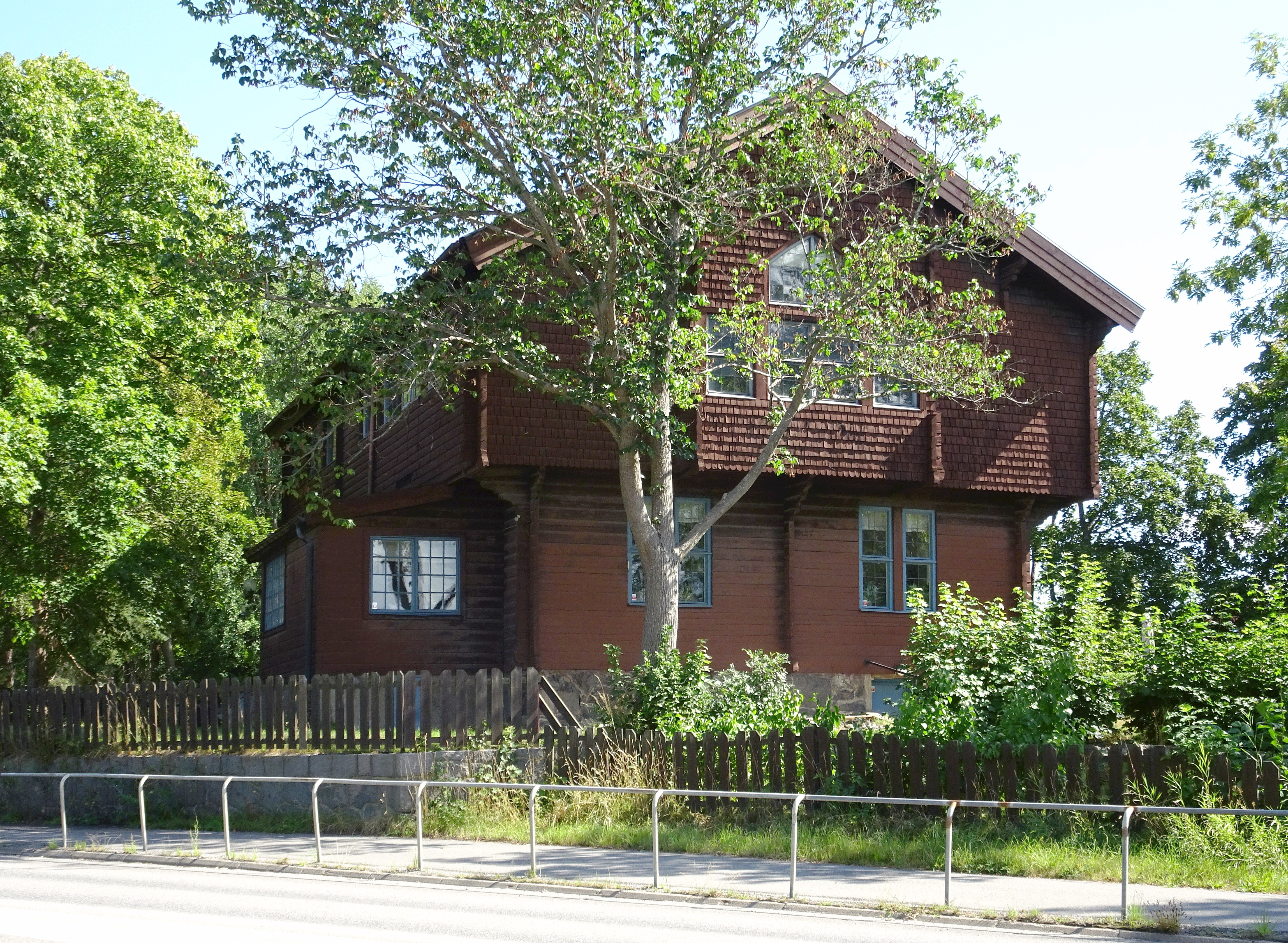
Villa Höganloft, Lidingö
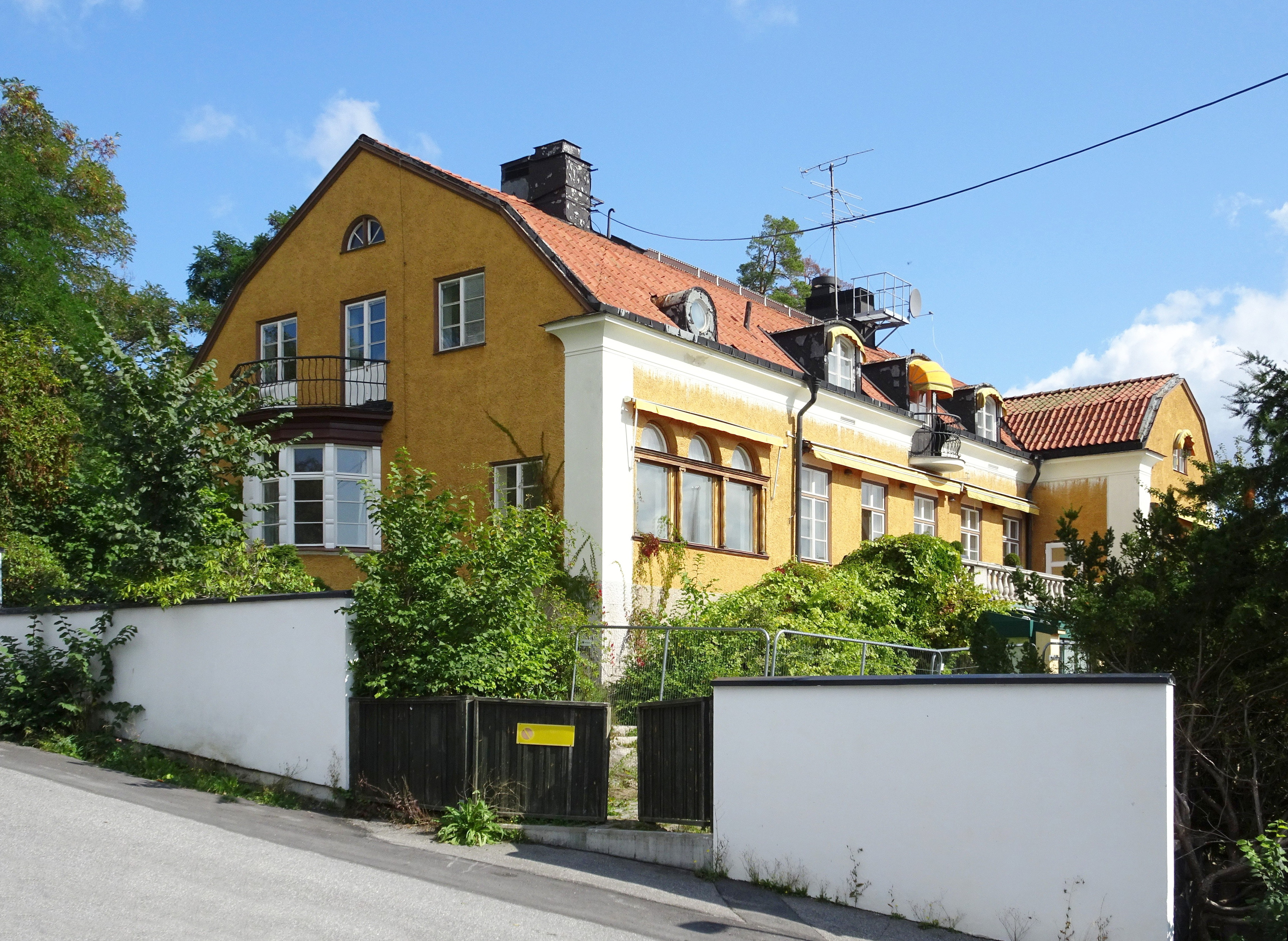
Villa Brevik, Lidingö
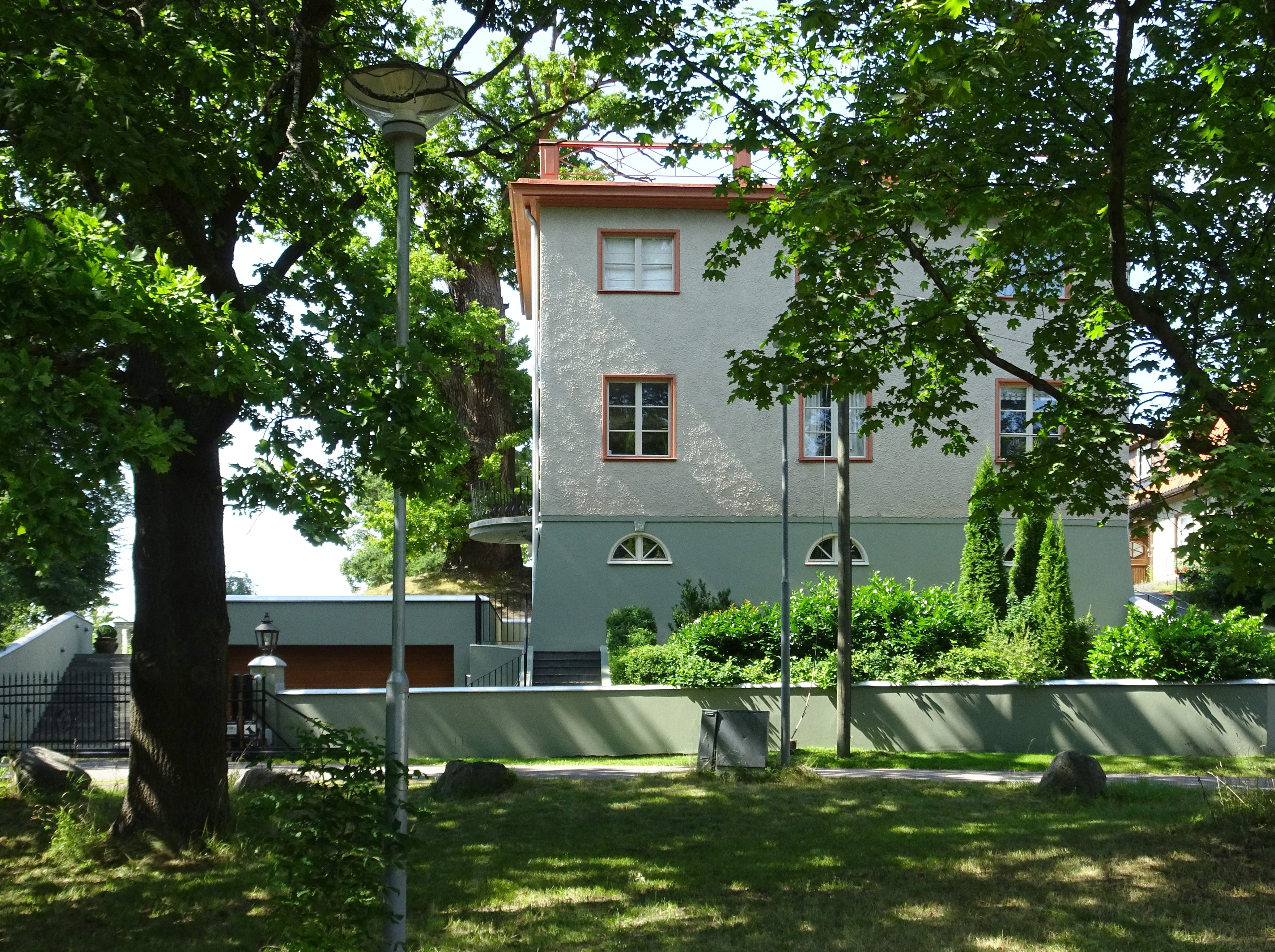
Den egna villan, Grenstigen 9, Lidingö